# 8786 Belskaya
8786 Belskaya eller 1978 RA8 är en asteroid i huvudbältet som upptäcktes den 2 september 1978 av den svenske astronomen Claes-Ingvar Lagerkvist vid La Silla-observatoriet i Chile. Den är uppkallad efter den ukrainska astronomen Iryna Belska (ryska: Irina Nikolajevna Belskaja).
Asteroiden har en diameter på ungefär tio kilometer.